# Juan Miralles Ostos
Juan Miralles Ostos (Tampico, Tamaulipas, México; 3 de octubre de 1930 - Ciudad de México, México; 27 de junio de 2011) fue un diplomático e historiador mexicano. En 1955, tras estudiar en la Ciudad de México Ciencias políticas y sociales en la UNAM, ingresa en el cuerpo diplomático mexicano, en el que desempeña diferentes cargos. Fue embajador de México en Ecuador.
Es autor de las obras Hernán Cortés, inventor de México 2001, La Malinche, la raíz de México 2004, Y Bernal mintió 2008 y Las cinco rutas de Hernán Cortés. Miralles ha editado y prologado Crónica de la nueva España, de Francisco Cervantes de Salazar, y La historia de la Conquista de México, de Francisco López de Gómara. También es autor de varios artículos sobre la Conquista y colaborador de la agencia Efe en México.
Miralles fue condecorado con la Gran Cruz de Isabel la Católica, la Gran Cruz del Ecuador, la Medalla del Servicio del Senado Mexicano y fue condecorado como Oficial de la República Italiana.